# Novara Baseball
Il Novara Baseball oggi denominato “Athletics Novara” è una società italiana di baseball. Storicamente una delle squadre più importanti del campionato Italiano, attualmente milita nel campionato di serie C.

## Storia
La società originaria nasce il 28 ottobre 1967 a Novara.
Nella sua storia vanta numerosi successi nel campionato di secondo livello, la Serie A2 ed inoltre molte promozioni nel massimo campionato in Serie A1. Nel palmarès colleziona due coppe Italia vinte nel 1983 e nel 1992. Nel 2009 firma un accordo con l'Avigliana Baseball, ma il progetto di franchigia fallisce, quindi Novara aderisce alla nuova franchigia United con il Senago-Milano. Dal 2011 al 2013, Novara si è iscritta all'Italian Baseball League. Dopo due anni di assenza, nel 2016 è tornata a militare nel massimo campionato di Baseball Italiano, disputato per l'ultima volta nel 2017. In questo anno il presidente Simone Pillisio decide di lasciare Novara per diventare presidente del Rimini Baseball, lasciando a Novara le giovanili e la squadra femminile.

## Palmarès
2 trofei nazionali
- Coppa Italia: 2

1983, 1992

## Piazzamenti recenti
- 2024 - Serie C
- 2023 -  Serie C
- 2022 - Serie C
- 2021 - Serie C
- 2020 - Serie C
- 2019 - Serie C
- 2017 - IBL 1st Division, finale coppa Italia
- 2016 - IBL 1st Division
- 2013 - I.B.L. 2nd Division 2º posto
- 2013 - Under-21 3° Semifinale Scudetto di categoria
- 2013 - IBL 1st Division
- 2012 - IBL 1st Division
- 2011 - IBL 1st Division
- 2010 - Serie A federale
- 2009 - Serie B Federale
- 2008 - Serie A2
- 2007 - Serie B
- 1994 - Serie A1
- 1993 - Serie A1, partecipazione alla Coppa delle Coppe disputata a Madrid
- 1992 - Serie A1, vittoria coppa Italia
- 1991 - Serie A1
- 1990 - Serie A1
- 1989 - Serie A1

## Roster 2012
Lanciatori
- R. Duarte
- A. Noghera
- F. Tavarnelli
- A. Morese
- E. Ciuffetelli
- P. Orta
- Sergio Tardivo
- R. Frattini
- M. De Faccio

Ricevitori
- R. Medoro
- J. Ramos
- F. Palmada

Interni
- L. Vecchio
- R. Boza
- R. Tavarnelli
- C. Silva
- S. Musumeci
- J. Fasano
- A. Caglieris

Esterni
- F. Tavarez
- F. Banfi
- F. Musumeci

Allenatore
- Gianmario Costa